# جوزيف رحمة
جوزيف رحمة (بالإنجليزية: Joseph Rahme)‏ هو لاعب تنس جنوب أفريقي أمريكي.

## روابط خارجية
- جوزيف رحمة على موقع رابطة محترفي التنس (الإنجليزية)
- جوزيف رحمة على موقع الاتحاد الدولي لكرة المضرب (الإنجليزية)